# Manuel Vázquez Montalbán
Manuel Vázquez Montalbán, född 27 juli 1939 i Barcelona, Spanien, död 18 oktober 2003 i Bangkok, Thailand, var en spansk författare, journalist och poet.
Som oppositionell journalist och medlem av det katalanska kommunistpartiet satt Motalbán under Francisco Francos diktatur i fängelse för regeringsfientliga aktiviteter under 1960-talet. 
Han debuterade som lyriker 1967, skrev ett tjugotal romaner och hade en stor produktion av artiklar, essäer, biografier och sakprosa om bland annat politik, historia, litteraturkritik och mat. Utanför hemlandet är han mest känd för kriminalromanerna om privatdetektiven Pepe Carvalho. Montalbán är översatt till mer än tjugo språk, och har mottagit ett antal internationella priser för sitt författarskap.
Montalbán avled på Bangkoks Internationella Flygplats 2003 efter en hjärtinfarkt under en mellanlandning på väg från Sydney till Madrid.